# Monte Carlo Baby
Monte Carlo Baby es una comedia británica codirigida en 1951 por Jean Boyer y Lester Fuller. Esto destacó un temprano funcionamiento por Audrey Hepburn que interpreta a una actriz estropeada. La mayor parte de biografías de Hepburn indican que era durante la filmación de esta película que Hepburn primero fue descubierta por la dramaturga Colette y escogida para el papel de plomo(ventajoso) en el juego Gigi, que conduciría a Hepburn el lanzamiento de su carrera de interpretación en Hollywood.
- Datos: Q2524411